# Скорпенообразные

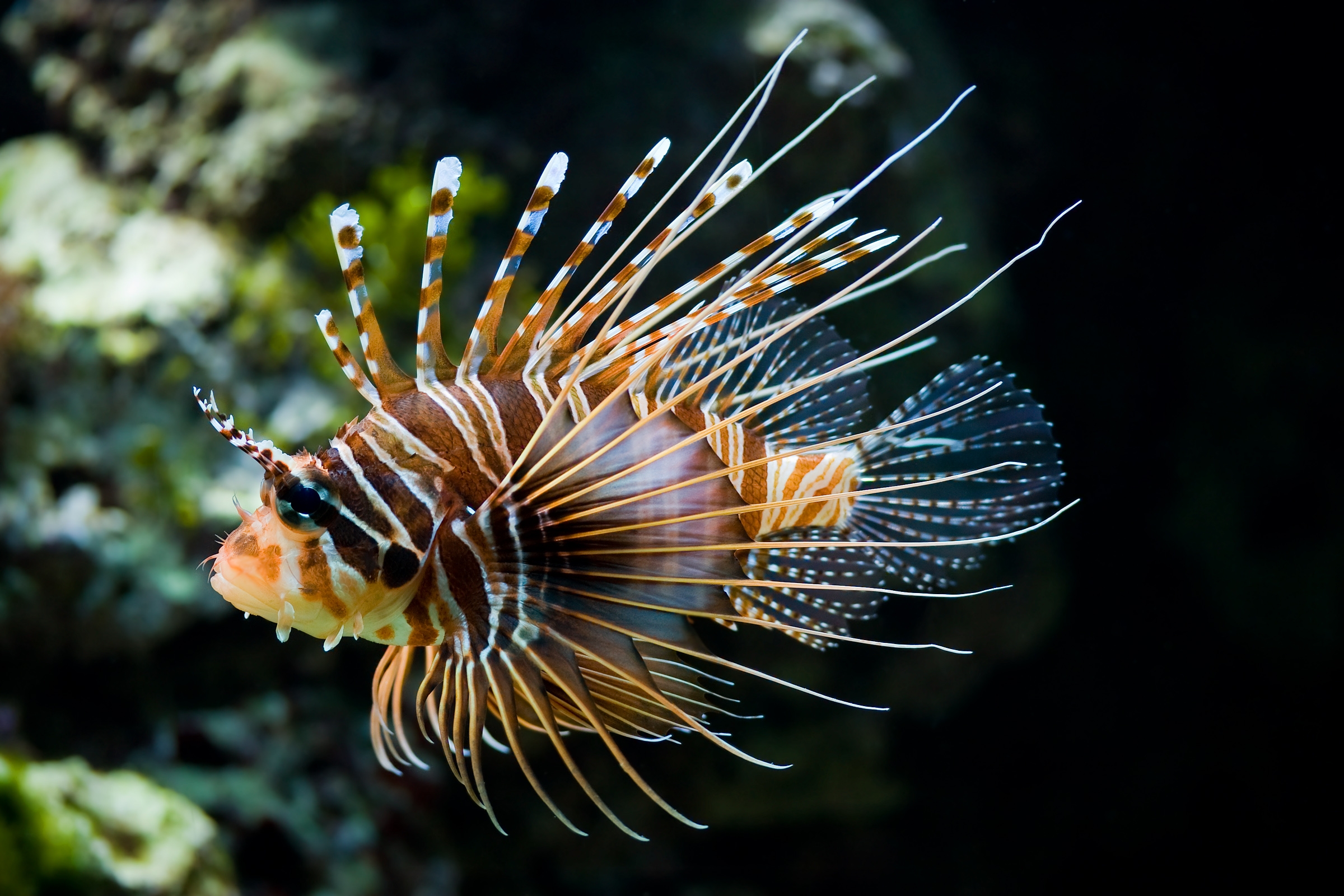
Pterois antennata

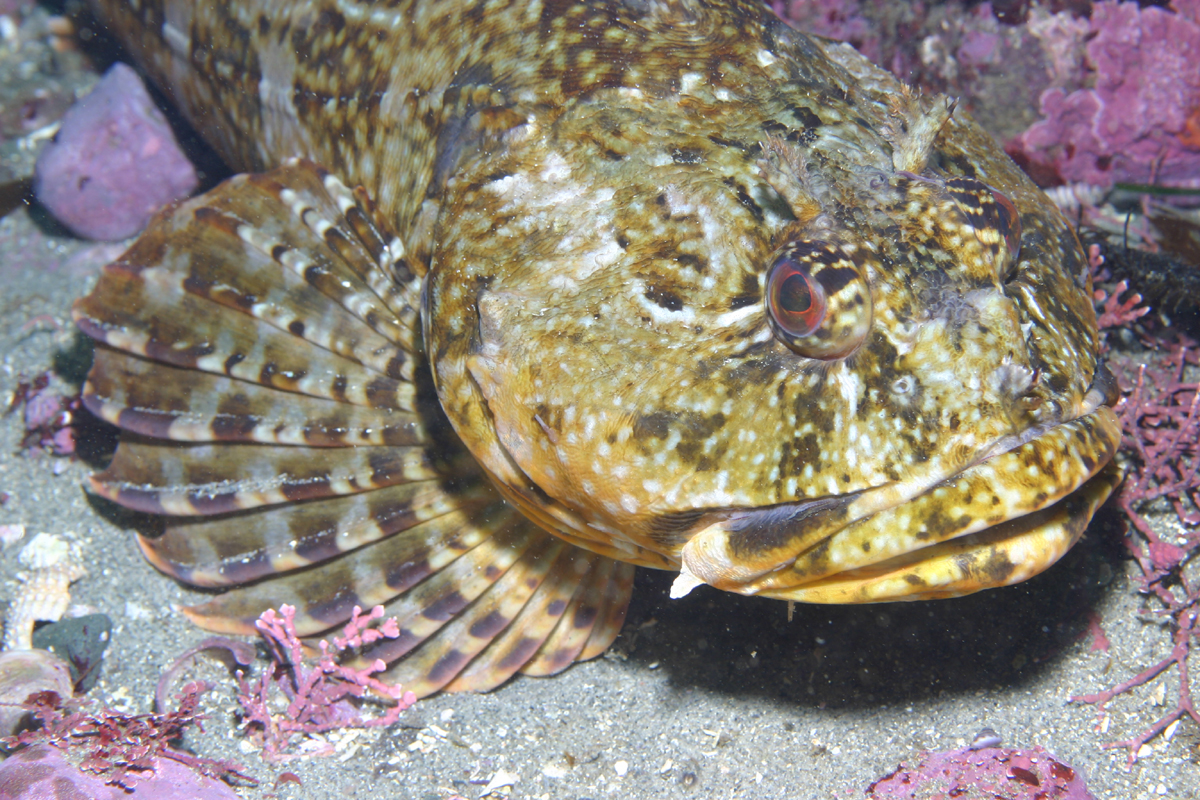
Scorpaenichthys marmoratus

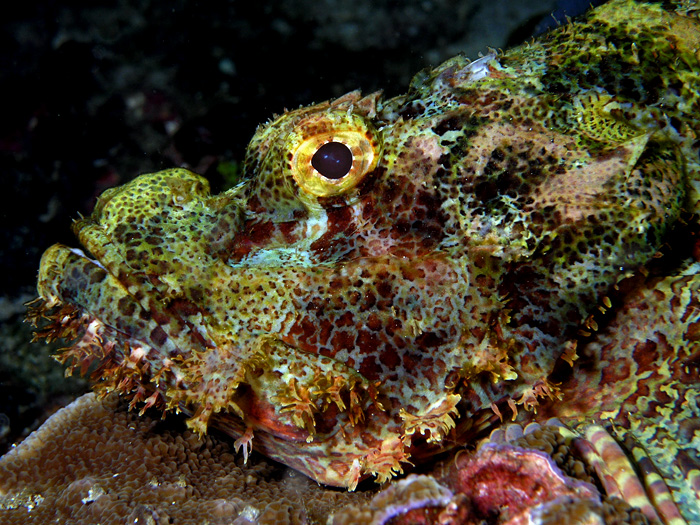
Scorpaenopsis oxycephala

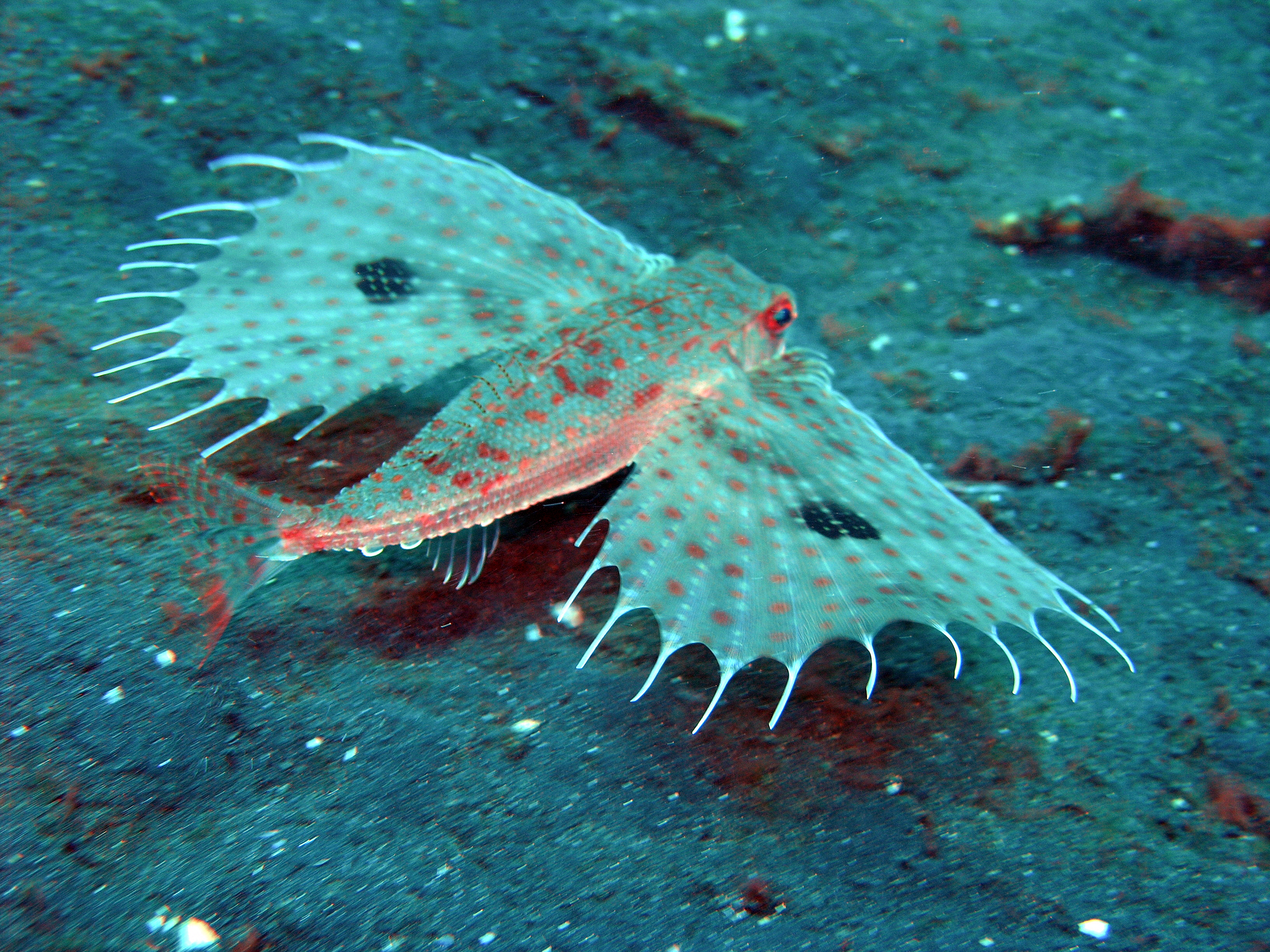
Dactyloptena orientalis

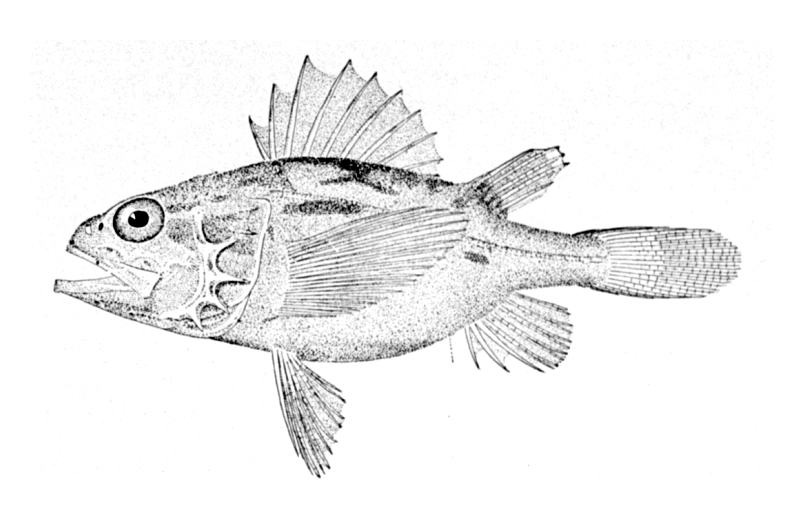
Setarchidae: Setarches guentheri

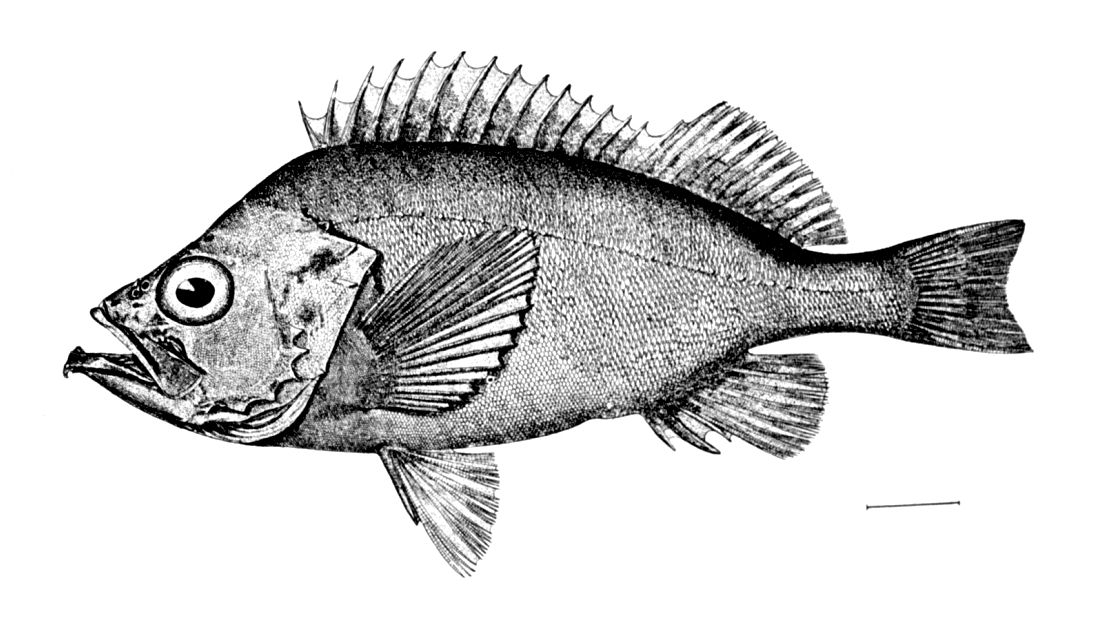
Sebastidae: Sebastes marinus

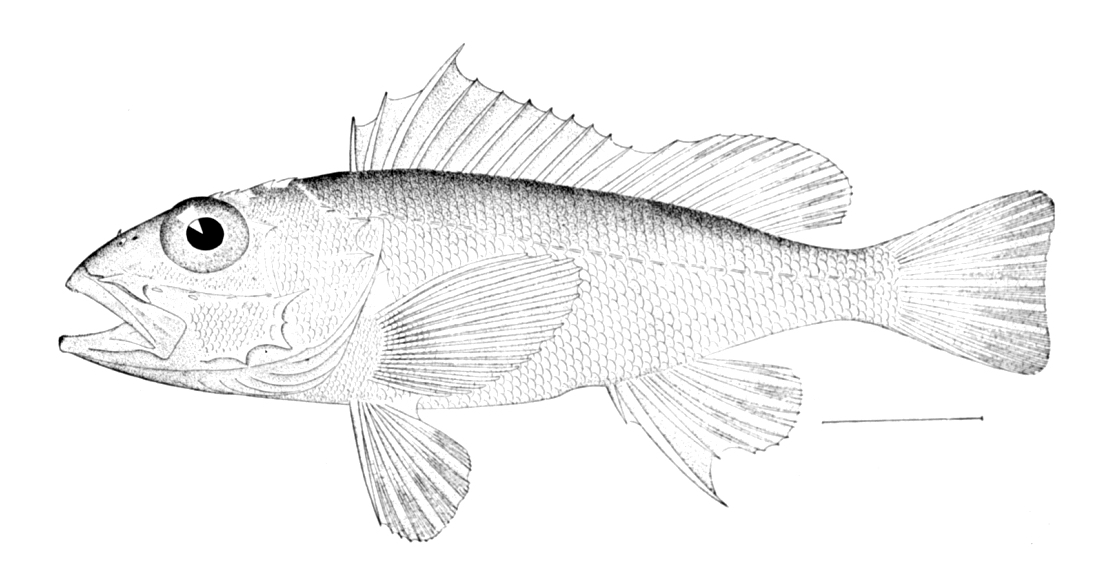
Scorpaenidae: Pontinus longispinis

Скорпенообра́зные (лат. Scorpaeniformes) — отряд лучепёрых рыб. В состав отряда включают около 2092 видов.

## Описание
Представители отряда скорпенообразных плотоядны, главным образом питаются ракообразными и в меньшей степени рыбами. Большинство разновидностей живет на морском дне и на мелководье, однако есть и глубоководные виды и даже около 60 пресноводных видов. Один из видов этого отряда — Pseudoliparis amblystomopsis — считается одной из самых глубоководных рыб в природе: группа этих рыб была зафиксирована на камеру на глубине 7,7 км. Скорпенообразные, как правило, имеют колючие головы и округленные грудной и хвостовые плавники. Большинство видов имеют длину менее 30 см. Но в целом диапазон размеров в отряде простирается от 2 до 150 сантиметров.

## Классификация
В отряде скорпенообразных по состоянию на 2006 год выделялось 7 подотрядов, 26 семейств, около 280 родов и примерно 1477 видов. В последнем, 5-м, издании «Fishes of the World» выделяют 6 подотрядов, 41 семейство, 398 родов и 2092 вида:
- Подотряд Scorpaenoidei — Скорпеновидные
  - Scorpaenidae — Скорпеновые
    - Apistinae
    - Neosebastinae
    - Sebastinae
    - Setarchinae
    - Scorpaeninae
    - Synanceiinae — Бородавчатковые
    - Tetraroginae

  - Eschmeyeridae
  - Aploactinidae — Вельветовые рыбы, или аплоактовые
  - Pataecidae — Австралийские вельветки, или патэковые
  - Gnathanacanthidae — Гнатанакантовые
  - Congiopodidae — Свинорыловые, или конгиоподовые
- Подотряд Platycephaloidei — Плоскоголововидные
  - Triglidae — Морские петухи, или тригловые
  - Peristediidae — Перистедиевые
  - Bembridae — Бембровые
  - Platycephalidae — Плоскоголововые
  - Hoplichthyidae — Гоплихтиевые
- Подотряд Zoarcoidei — Бельдюговидные
  - Bathymasteridae — Батимастеровые
  - Eulophiidae
  - Zoarcidae — Бельдюговые
  - Stichaeidae — Стихеевые
  - Cryptacanthodidae — Криворотовые
  - Pholidae — Маслюковые
  - Anarhichadidae — Зубатковые
  - Ptilichthyidae — Птилихтиевые
  - Zaproridae — Запроровые
  - Scytalinidae — Сциталиновые
- Подотряд Normanichthyiodei — Норманихтиевидные
  - Normanichthyidae — Норманихтиевые
- Подотряд Gasterosteoidei — Колюшковидные
  - Hypoptychidae — Гипоптиховые
  - Aulorhynchidae — Аулоринховые
  - Gasterosteidae — Колюшковые
  - Indostomidae — Индостомовые
- Подотряд Cottoidei — Рогатковидные, или керчаковидные
  - Надсемейство Anoplopomatoidea — Аноплопоматоподобные[источник не указан 2812 дней]
    - Anoplopomatidae — Аноплопоматовые

  - Надсемейство Hexagrammoidea — Терпугоподобные[источник не указан 2812 дней]
    - Hexagrammidae — Терпуговые

  - Надсемейство Trichodontoidea — Волосозубоподобные[источник не указан 2812 дней]
    - Trichodontidae — Волосозубовые

  - Надсемейство Cottoidea — Рогаткоподобные
    - Jordaniidae
    - Scorpaenichthyidae
    - Rhamphocottidae — Шлеморогатковые, или рамфокоттовые
    - Cottidae — Рогатковые, или керчаковые
      - Comephorinae — Байкальские широколобки, или комефоровые
      - Abyssocottinae — Глубинные широколобки, или абиссокоттовые

    - Agonidae — Морские лисички, или лисичковые, или агоновые
      - Hemitripterinae — Волосатковые, или волосатые рогатки

    - Psychrolutidae — Психролютовые
    - Bathylutichthyidae — Батилютихтиевые

  - Надсемейство Cyclopteroidea — Круглопёроподобные
    - Cyclopteridae — Круглопёровые
    - Liparidae — Морские слизни, или липаровые

  - Надсемейство Zaniolepidoidea
    - Zaniolepididae